# 149163 Stevenconard
149163 Stevenconard è un asteroide della fascia principale. Scoperto nel 2002, presenta un'orbita caratterizzata da un semiasse maggiore pari a 3,0881660 au e da un'eccentricità di 0,2090008, inclinata di 6,37768° rispetto all'eclittica.